# Parco Archeologico Santa Maria a Monte
Il Parco Archeologico “La Rocca” è un sito archeologico che si trova al vertice dell'antico borgo di Santa Maria a Monte, in provincia di Pisa.
Il parco è stato inaugurato nel 2013, dopo un trentennio di scavi coordinati dalle cattedre di archeologia medievale prima dell'Università di Pisa poi dell'Università dell'Aquila sempre sotto la direzione scientifica del professor Fabio Redi e dopo un lungo e monumentale recupero dell'area occupata dai resti archeologici. Il sito è protetto da strutture moderne a copertura, progettate dall'architetto Claudio Gioia.

## Storia

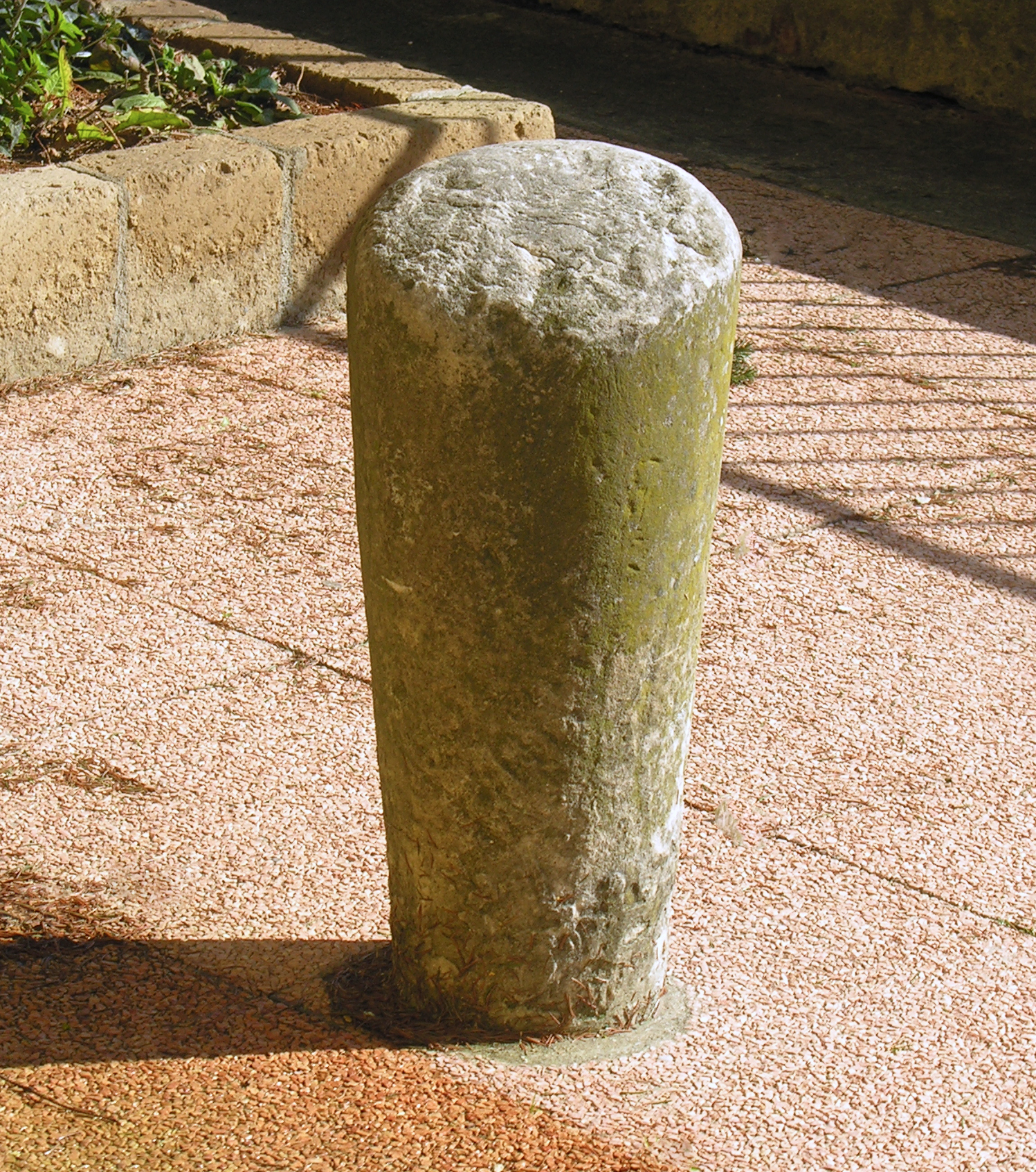
Cippo Etrusco di Sant'Ippolito

Le testimonianze di vita più antiche emerse dalle indagini risalgono al periodo etrusco, quantomeno a partire dal secolo V a.C. quando la sommità del paese era occupata da un villaggio che, seppur di modesta estensione, ha mostrato, attraverso le tipologie dei materiali, una certa floridezza: i reperti sono di varia provenienza e vario pregio e si segnalano alcune monete, di cui una greca dell'Attica.
Nel cortile parrocchiale è visibile una testimonianza della presenza etrusca nel territorio: si tratta di un cippo etrusco a clava in marmo di ottima fattura e alto circa settanta centimetri. È stato rinvenuto nella pianura sottostante ma apparteneva a una necropoli di un abitato d'altura; questo fatto rende possibile che questo manufatto sia stato realizzato proprio per un abitante del villaggio di Santa Maria a Monte.
Con la romanizzazione il villaggio venne abbandonato e la popolazione si spostò nel piano, dove prosperò per tutti i secoli della tarda repubblica, del periodo imperiale e della prima parte dell'alto medioevo (secoli I A.C.-VIII D.C.)
Qui, anche grazie alla felice posizione rispetto a importanti strade di terra e d'acqua, nacque, a poca distanza da Santa Maria a Monte, la pieve di Sant'Ippolito, in luogo detto Anniano.
Le indagini archeologiche condotte da Giulio Ciampoltrini della Soprintendenza Archeologica della Toscana hanno evidenziato come questo monumento sia nato nel secolo IV, probabilmente in sostituzione (e sopra le fondazioni) di un martyrion pagano (luogo di sepoltura di una importante famiglia del territorio con valenze sacrali e pagane), mostrando la forza della nuova religione che andava a sostituirsi, anche materialmente, ai vecchi culti.

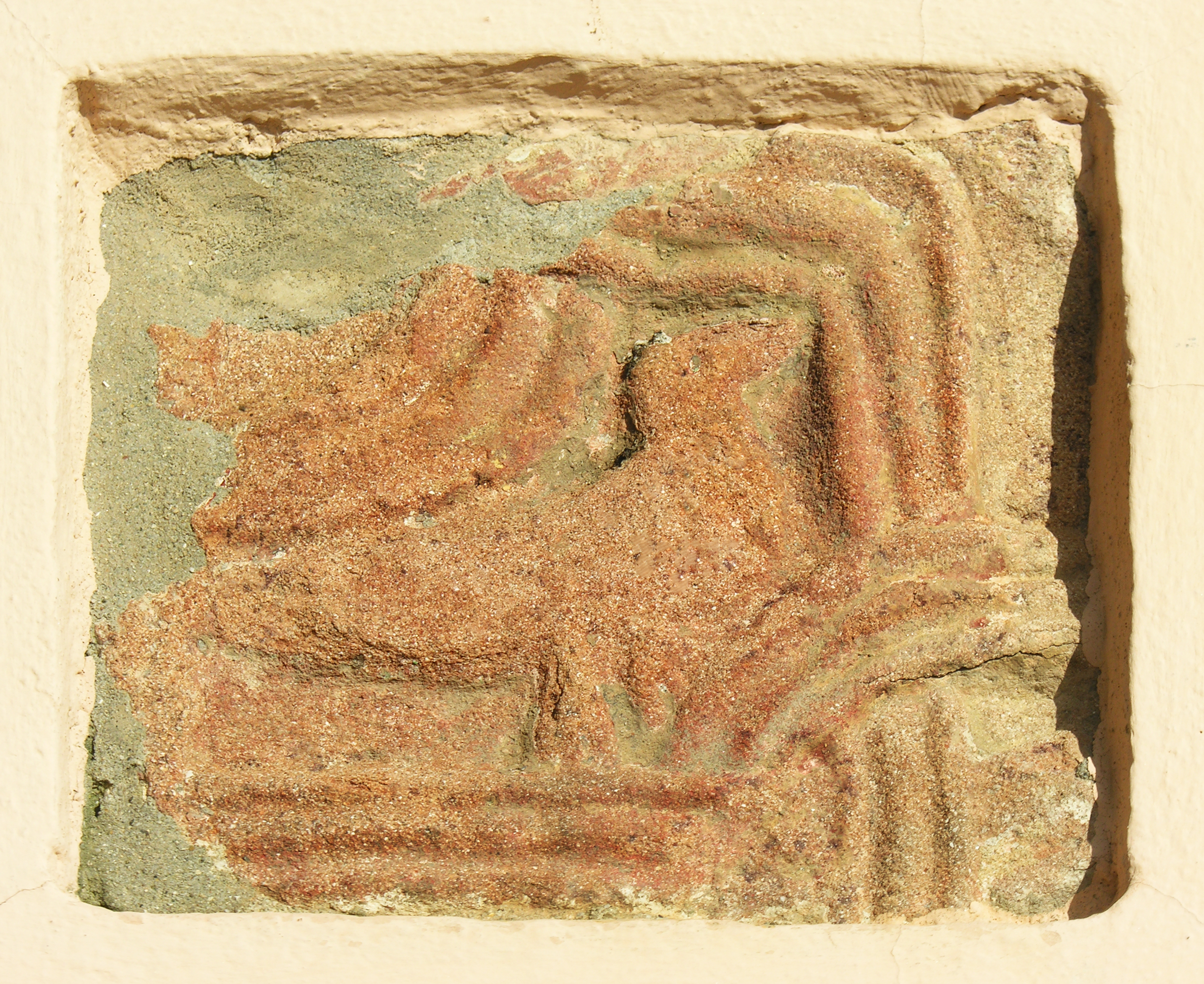
particolare

Sulla sommità del colle su cui poggia il paese venne costruita in periodo longobardo una cappella dedicata alla Vergine, cresciuta in importanza attraverso documentati passaggi, prima raccogliendo l'eredità della vicina pieve di Sant'Ippolito del secolo IV, poi arroccandosi in un castello per essere infine promossa a canonica per volere dei vescovi di Lucca. Ognuno di questi passaggi ha lasciato tracce monumentali nell'area del Parco Archeologico. Si tratta di una delle strutture cristiane più antiche della Toscana.
La pieve di Sant'Ippolito divenne praticamente proprietà di una famiglia di origine longobarda che, dal pievano più antico a noi noto, prende nome di Famiglia dei figli di Ghisperto; questa famiglia i trasmise il titolo di pievano di pare in figlio per almeno un secolo., cosa che all'epoca non era molto strana.
Probabilmente per accrescere il loro potere sul territorio, la dinastia dei pievani di Sant'Ippolito fra il 766 e il 787 costruì la cappella di Santa Maria in luogo detto Monte, allora deserto. Sebbene nessun documento affermi con certezza che furono proprio i pievani di Sant'Ippolito a edificare di propria tasca questa chiesa la cosa appare molto probabile, e questo può essere affermato in base alla abbondante documentazione scritta rimastaci, conservata tutta presso l'Archivio Arcivescovile di Lucca.
Le dimensioni dell'edificio originale (23 x 11 metri circa) fanno capire che la chiesa, definita “oracolum” ovvero semplice oratorio, era in realtà nata con molte pretese perché tali dimensioni sono insolite per edifici con queste caratteristiche. La posizione favorì un nuovo movimento della popolazione (in linea con le probabili intenzioni dei Figli di Ghisperto) e gli abitanti iniziarono a spostarsi dalla pianura per tornare al colle (che nei documenti del tempo è chiamato Monte), tanto che entro il secolo X il borgo era cresciuto a tal punto che la semplice cappella di S.Maria venne promossa a pieve (fra il 941 e il 983).
Nel frattempo la parte alta del colle era stata incastellata per volontà del vescovo di Lucca (allora Santa Maria a Monte era sotto quella diocesi): il castello venne eretto prima del 906 ed è il più antico della lucchesia.
Col crescere della popolazione crebbe anche l'importanza della comunità e il conseguente interesse da parte dei Vescovi di Lucca: nel 1025 venne qui istituita la prima canonica regolare della diocesi lucchese per volontà del vescovo riformatore Giovanni II da Besate, con 14 canonici.
Con la nascita della canonica, o poco dopo, la chiesa venne radicalmente modificata con l'aggiunta della sezione absidale munita di cripta a deambulatorio, spaziosa e fornita di tre absidi e altrettanti altari, ancora ben visibili.
Tra l'anno 1189 e il 1200 La chiesa subì un ulteriore restauro in seguito al quale venne ricostruito il fonte battesimale e il campanile e la chiesa si dotò di un pulpito in marmo di notevole importanza; recentemente (maggio 2013) è stata rinvenuta una scultura originariamente pertinente al pulpito suddetto e attribuibile alla scuola di Biduino (in corso di studio e di cui si prevede una imminente pubblicazione).

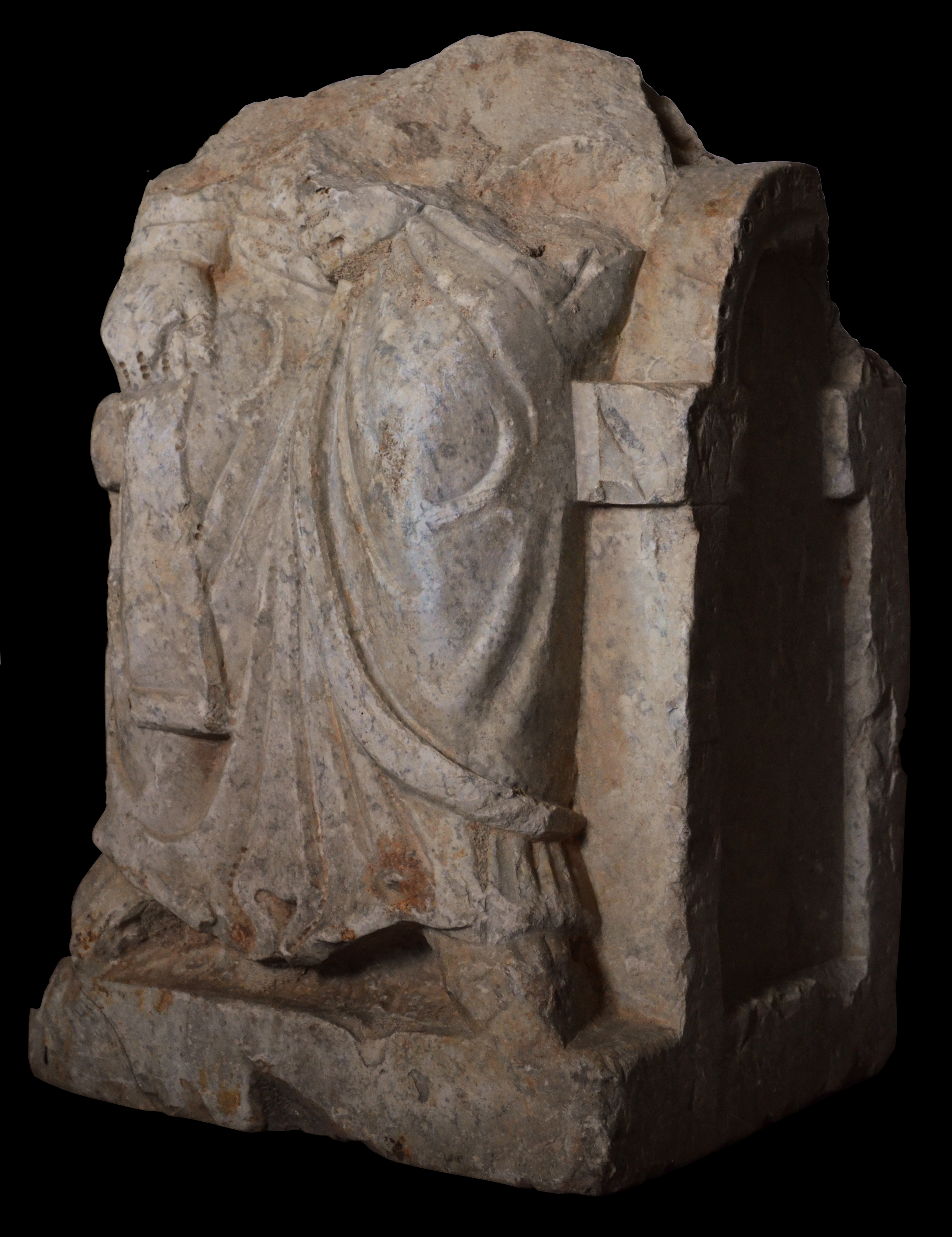
scultura attribuita alla scuola di Biduino

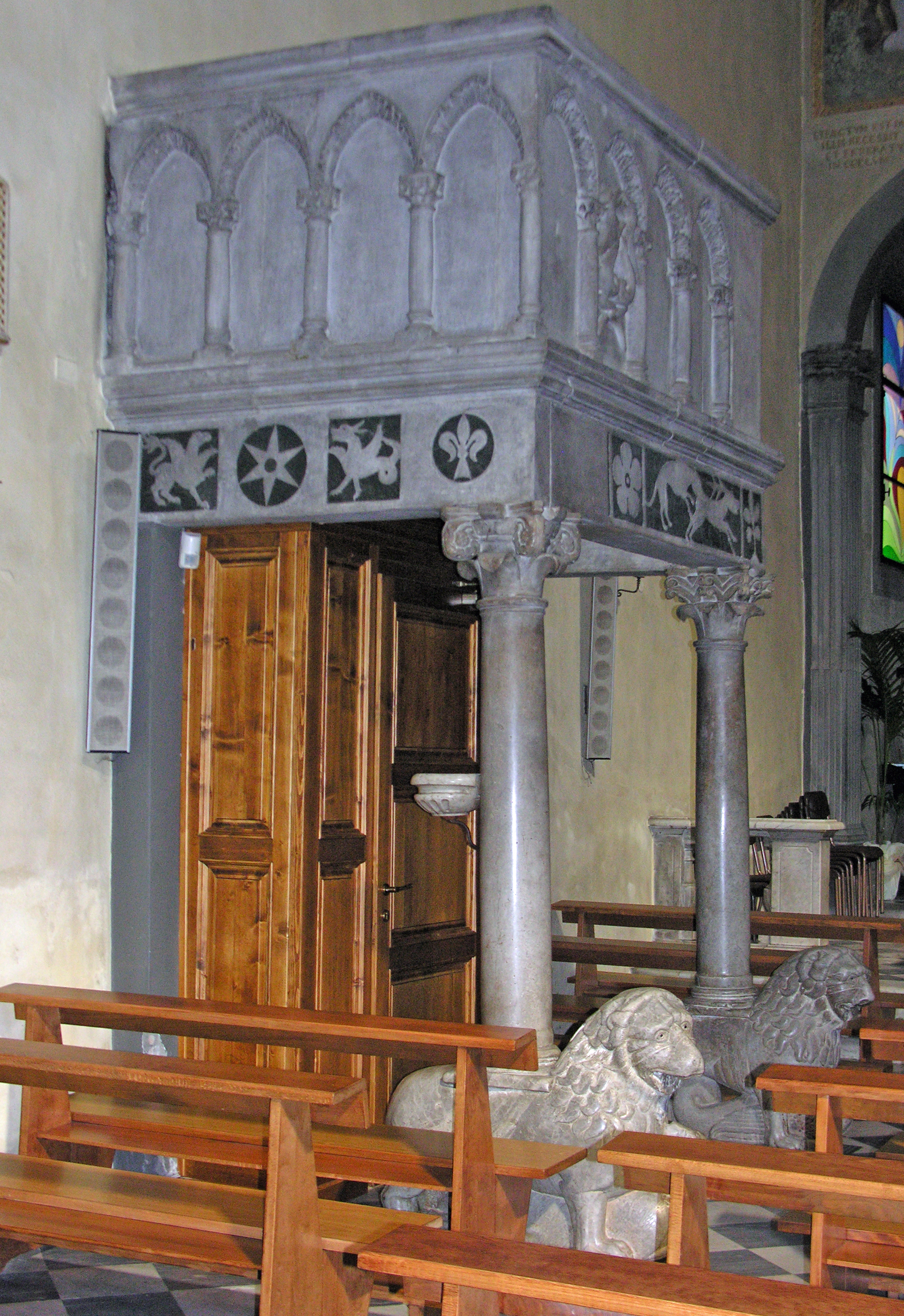
Pulpito in marmo

L'ultima fase di vita dell'area riguarda la sua progressiva trasformazione in rocca (da cui il nome attuale del parco pubblico), prima per opera dei lucchesi e poi, infine, per opera dei fiorentini, rocca rimasta in uso fino agli inizi del secolo XVI.
Della rocca si vedono ampi tratti in mattoni, riconoscibili per l'andamento a scarpa e che possono essere ammirati, pur non essendo segnalati dalla cartellonistica, in vari punti del borgo.

## Elementi conservati nel parco
Il Parco Archeologico “La Rocca” mostra molte testimonianze della storia che si è avvicendata nel suo perimetro (che corrisponde alla metà meridionale dell'antica struttura difensiva): l'elemento di maggiore monumentalità è l'area della cripta canonicale, di tipo detto “a eambulatorio”, dove si possono vedere i muri perimetrali della struttura del secolo XI (particolarmente interessante è la piccola abside nord, conservata per più di un metro e mezzo) e le basi dei tre altari originali, con relativa pedana; a sud della cripta si possono vedere le strutture ben conservate della porzione inferiore del campanile del 1189-1200, in mattoni (il pilastro a L in angolo) e le tamponature, sempre in mattoni, realizzate al momento della trasformazione di tutto il complesso in una rocca (sec.XIV) e del campanile in una torre.
Salendo dalla cripta, sotto un'ampia tettoia protettiva, è possibile vedere ciò che resta della primitiva struttura longobarda (sec.VIII) e i due fonti battesimali (quello più antico realizzato fra il 941 e il 983; quello più grande e recente, di cui si conserva tutta la base in pietra e mattoni, realizzato fra il 1189 e il 1200); la porzione compresa fra i fonti battesimali e la cripta è il luogo in cui sono state rinvenute le principali tracce relative al periodo etrusco e le otto fornaci da campane.
Uscendo da quest'area è chiaramente visibile una struttura di mattoni di forma parallelepipeda: si tratta della grande cisterna della fase trecentesca (quindi fiorentina) della rocca.

## Note

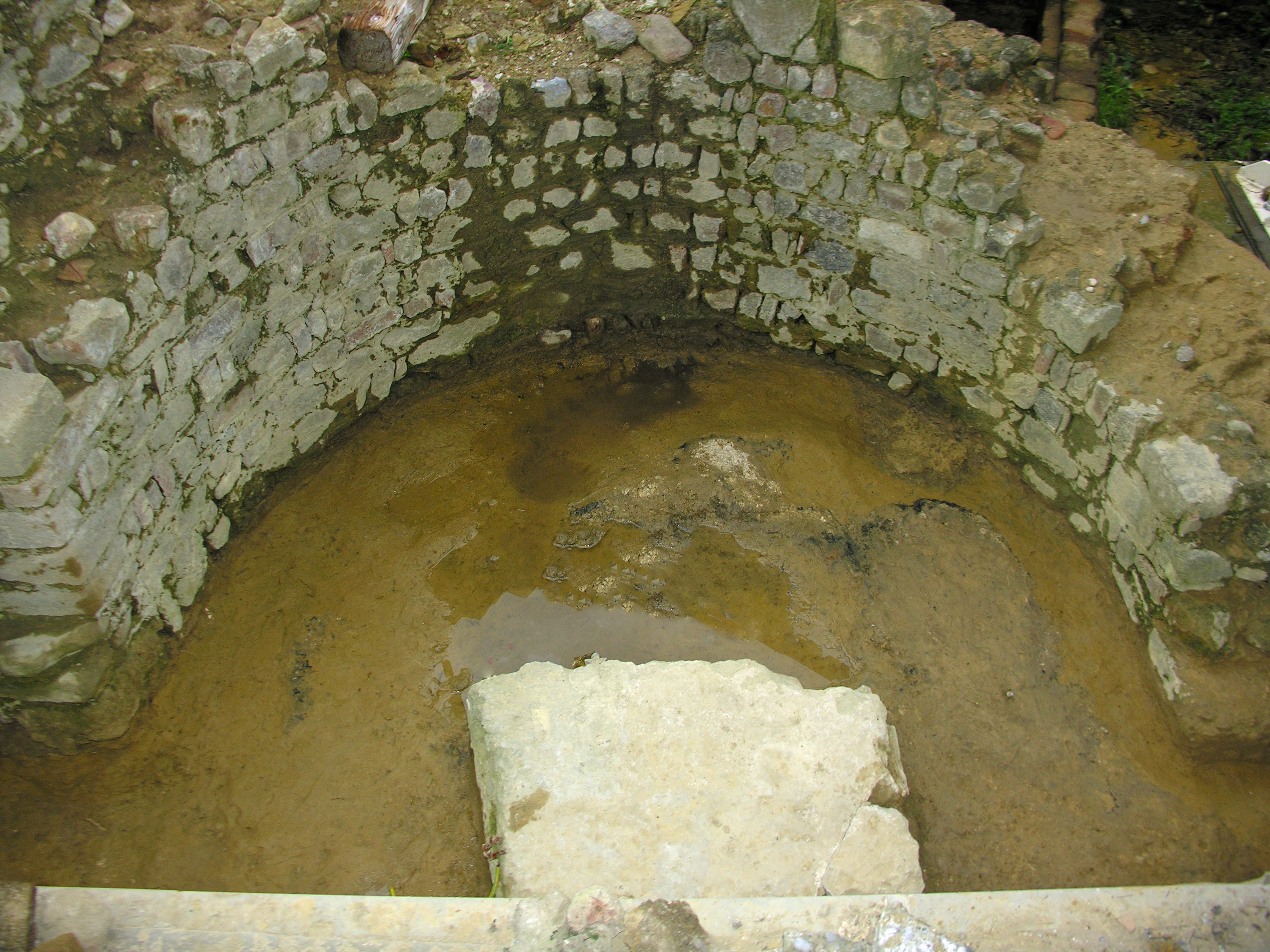
Area della cripta canonica